# Posłowie do Parlamentu Europejskiego III kadencji

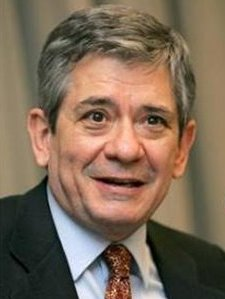
Enrique Barón Crespo – przewodniczący PE III kadencji od 1989 do 1992

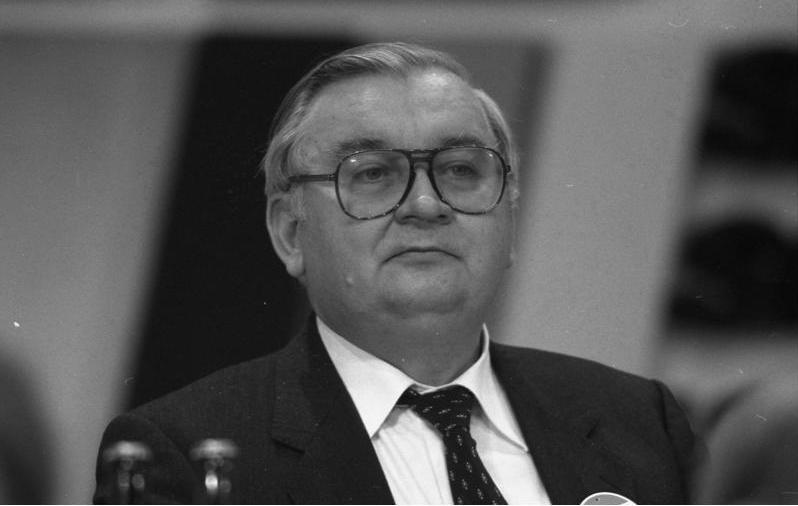
Egon Klepsch – przewodniczący PE III kadencji od 1992 do 1994

Posłowie III kadencji do Parlamentu Europejskiego zostali wybrani w wyborach przeprowadzonych w 12 państwach członkowskich Wspólnot Europejskich pomiędzy 15 a 18 czerwca 1989. Kadencja rozpoczęła się 25 lipca 1989 i zakończyła się 18 lipca 1994.
Pomiędzy państwa członkowskie podzielono 518 mandatów. Na mocy porozumienia pomiędzy grupami socjalistów i chadeków przewodniczącym PE III kadencji był przez pierwsze 2,5 roku socjalista Enrique Barón Crespo (do 13 stycznia 1992) i następnie chadek Egon Klepsch (od 14 stycznia 1992).
W Parlamencie Europejskim III kadencji na jej początku powołano dziesięć frakcji politycznych. Były to:
- Grupa Socjalistów (SOC), 180 posłów,
- Europejska Partia Ludowa (Chrześcijańscy Demokraci) (EPP), 121 posłów,
- Grupa Liberalna, Demokratyczna i Reformatorska (LDR), 49 posłów,
- Grupa Demokracji Europejskiej (ED), 32 posłów,
- Grupa Zielonych w Parlamencie Europejskim (G), 30 posłów,
- Europejski Sojusz Demokratyczny (EDA), 20 posłów,
- Grupa Zjednoczonej Lewicy Europejskiej (EUL), 28 posłów,
- Grupa Techniczna Prawicy Europejskiej (DR), 17 posłów
- Unia Lewicowa (LU), 14 posłów
- Grupa Tęcza w Parlamencie Europejskim (RBW), 13 posłów[3].

Ponadto w Parlamencie Europejskim III kadencji część deputowanych pozostawała niezrzeszona (na początku kadencji 12 posłów). W trakcie kadencji doszło do przekształceń w ramach grup politycznych. Grupa Socjalistów przemianowana została na Grupę Partii Europejskich Socjalistów (PES). Grupa Demokracji Europejskiej dołączyła do EPP. Grupa Zjednoczonej Lewicy Europejskiej rozpadła się przed końcem kadencji.

## Deputowani według grup (na koniec kadencji)

### PES
| Państwo         | Lista | Posłowie | Liczba |
| --------------- | ----- | --- | ------ |
| Belgia          | SP    | Marc Galle, Marijke Van Hemeldonck, Lode Van Outrive | 3      |
| Belgia          | PS    | Claude Delcroix (od 17 grudnia 1991), Claude Desama, Raymonde Dury, Ernest Glinne, José Happart | 5      |
| Dania           | A     | Freddy Blak, Kirsten Jensen, Joanna Rønn | 3      |
| Francja         | PS    | Jean-Marie Alexandre, Jean-Paul Benoit, Alain Bombard, Martine Buron, Gérard Caudron, Claude Cheysson, Jean-Pierre Cot, Marie-José Denys, Bernard Frimat (od 3 kwietnia 1992), Gérard Fuchs, Michel Hervé (26 listopada 1989), Jean-François Hory, Nora Zaïdi, Nicole Péry, Frédéric Rosmini, Henri Saby, André Sainjon, Léon Schwartzenberg, Bernard Thareau, Catherine Trautmann, Marie-Claude Vayssade | 21     |
| Grecja          | PASOK | Paraskiewas Awjerinos, Manolis Karelis (od 21 października 1993), Sotiris Kostopulos, Dimitrios Pagoropulos, Christos Paputsis, Jeorjos Raftopulos (od 25 listopada 1993), Panajotis Rumeliotis, Janis Stamulis, Kostas Tsimas | 9      |
| Hiszpania       | PSOE  | José Álvarez de Paz, Víctor Manuel Arbeloa, Enrique Barón Crespo, Pedro Bofill Abeilhe, Carlos María Bru, Jesús Cabezón, Juan José De La Cámara Martínez, Eusebio Cano Pinto, Juan Luis Colino Salamanca, Joan Colom i Naval, Carmen Díez de Rivera, José Manuel Duarte Cendán (od 10 września 1990), Bárbara Dührkop Dührkop, Ludivina García, María Izquierdo Rojo, Manuel Medina Ortega, Ana Miranda de Lage, Fernando Morán López, José Enrique Pons Grau, Juan de Dios Ramírez Heredia, Xavier Rubert de Ventós, Francisco Javier Sanz Fernández, Enrique Sapena, Mateo Sierra Bardají, Anna Terrón i Cusí (od 18 stycznia 1994), José Vázquez Fouz, Josep Verde     | 27     |
| Holandia        | PvdA  | Mathilde van den Brink (od 16 listopada 1989), Annemarie Goedmakers (od 16 listopada 1989), Alman Metten, Hemmo Muntingh, Maartje van Putten, Wim van Velzen, Ben Visser, Eisso Woltjer | 8      |
| Irlandia        | Lab.  | Bernie Malone (od 18 lutego 1994) | 1      |
| Luksemburg      | LSAP  | Ben Fayot, Marcel Schlechter (od 9 października 1990) | 2      |
| Niemcy          | SPD   | Willi Görlach, Lissy Gröner, Klaus Hänsch, Magdalene Hoff, Karin Junker, Heinz Fritz Köhler, Annemarie Kuhn (od 22 grudnia 1990), Rolf Linkohr, Günter Lüttge, Gepa Maibaum, Karl-Heinrich Mihr, Leyla Onur, Helwin Peter, Johannes Wilhelm Peters, Willi Piecyk (od 11 maja 1992), Christa Randzio-Plath, Dieter Rogalla, Dagmar Roth-Behrendt, Mechtild Rothe, Willi Rothley, Jannis Sakellariou, Heinke Salisch, Detlev Samland, Dieter Schinzel, Gerhard Schmid, Barbara Schmidbauer, Barbara Simons, Günter Topmann, Kurt Vittinghoff, Thomas von der Vring, Klaus Wettig                                                                                            | 31     |
| Portugalia      | PS    | José Apolinário (od 25 stycznia 1993), María Belo, António Coimbra Martins, João Cravinho, Artur da Cunha Oliveira, Luís Marinho, José Manuel Torres Couto | 7      |
| Portugalia      | CDU   | Maria Amélia Santos | 1      |
| Wielka Brytania | LP    | Gordon Adam, Richard Balfe, Roger Barton, John Bird, David Bowe, Janey Buchan, Ken Coates, Kenneth Collins, Peter Crampton, Christine Crawley, Wayne David, Alan Donnelly, Michael Elliott, Alexander Falconer, Glyn Ford, Pauline Green, Lyndon Harrison, Michael Hindley, Geoff Hoon, Stephen Hughes, Alfred Lomas, Henry McCubbin, Michael McGowan, Hugh McMahon, David Martin, Thomas Megahy, David Morris, Stan Newens, Eddie Newman, Christine Oddy, Anita Pollack, Mel Read, Barry Seal, Brian Simpson, Alex Smith, Llewellyn Smith, George Stevenson, Kenneth Stewart, Gary Titley, John Tomlinson, Carole Tongue, Norman West, Ian White, Joe Wilson, Terry Wynn | 45     |
| Wielka Brytania | SDLP  | John Hume | 1      |
| Włochy          | PCI   | Maurice Duverger, Giulio Fantuzzi, Roberto Barzanti, Rinaldo Bontempi, Anna Catasta, Adriana Ceci, Luigi Alberto Colajanni, Biagio De Giovanni, Cesare De Piccoli, Andrea Carmine De Simone (od 19 maja 1994), Renzo Imbeni, Pasqualina Napoletano, Achille Occhetto, Giacomo Porrazzini, Andrea Raggio, Tullio Regge, Giorgio Rossetti, Roberto Speciale, Renzo Trivelli, Dacia Valent | 20     |
| Włochy          | PSI   | Gianni Baget Bozzo, Vincenzo Bettiza, Pierre Carniti, Mario Didò (od 13 maja 1992), Franco Iacono, Lelio Lagorio, Antonio La Pergola, Nereo Laroni, Maria Magnani Noya, Vincenzo Mattina, Gabriele Panizzi (od 19 maja 1994), Luigi Vertemati | 12     |
| Włochy          | PSDI  | Antonio Cariglia, Enrico Ferri | 2      |
| Razem           | Razem | Razem | 198    |

### EPP
| Państwo         | Lista   | Posłowie | Liczba |
| --------------- | ------- | --- | ------ |
| Belgia          | CVP     | Raphaël Chanterie, Anna Hermans, Pol Marck, Marianne Thyssen (od 17 grudnia 1991), Leo Tindemans | 5      |
| Belgia          | PCS     | Gérard Deprez, Fernand Herman | 2      |
| Dania           | C       | Marie Jepsen, Christian Rovsing | 2      |
| Dania           | CD      | Frode Nør Christensen, Arne Melchior (od 1 marca 1994) | 2      |
| Francja         | UDF-RPR | Georges de Brémond d’Ars (od 18 kwietnia 1993), Henry Chabert, André Fourçans (od 31 marca 1993), Robert Hersant, Jeannou Lacaze, Marc Reymann | 6      |
| Francja         | CDS     | Pierre Bernard-Reymond, Jean-Louis Bourlanges, Michel Debatisse (od 6 kwietnia 1992), Nicole Fontaine, François Froment-Meurice (od 5 września 1992), Jean-Marie Vanlerenberghe (od 31 marca 1993) | 6      |
| Grecja          | ND      | Jeorjos Anastasopulos, Menelaos Chadzijeorjiu (od 25 kwietnia 1990), Efstatios Lagakos, Panajotis Lambrias, Jangos Pesmazoglu, Filipos Pieros, Jeorjos Saridakis, Pawlos Sarlis, Konstandinos Stawru, Jorgos Zawos (od 25 kwietnia 1990) | 10     |
| Hiszpania       | PP      | Javier Areitio Toledo (od 13 lipca 1990), Miguel Arias Cañete, Gerardo Fernández Albor, Manuel García Amigo, José María Gil-Robles, José María Lafuente López (od 18 października 1991), Carmen Llorca, Íñigo Méndez de Vigo (od 19 października 1992), Antonio Navarro, José Javier Pomés Ruiz (od 30 czerwca 1993), Carlos Robles Piquer, Domingo Romera, Joaquín Sisó Cruellas, Fernando Suárez González, José Valverde López | 15     |
| Hiszpania       | CDS     | José Antonio Escudero (od 22 listopada 1989) | 1      |
| Hiszpania       | CiU     | Concepció Ferrer | 1      |
| Holandia        | CDA     | Bouke Beumer, Pam Cornelissen, Jim Janssen van Raaij, Ria Oomen-Ruijten, Arie Oostlander, Karla Peijs, Jean Penders, Bartho Pronk (od 16 listopada 1989), Jan Sonneveld, Maxime Verhagen | 10     |
| Irlandia        | FG      | Mary Banotti, Patrick Cooney, John Cushnahan, Joe McCartin | 4      |
| Luksemburg      | CSV     | Nicolas Estgen, Astrid Lulling, Viviane Reding | 3      |
| Niemcy          | CDU     | Siegbert Alber, Reimer Böge, Ursula Braun-Moser (od 15 stycznia 1990), Elmar Brok, Karl-Heinz Florenz, Honor Funk, Helga Haller von Hallerstein (od 27 grudnia 1993), Karsten Friedrich Hoppenstedt, Georg Jarzembowski (od 5 września 1991), Hedwig Keppelhoff-Wiechert, Egon Klepsch, Brigitte Langenhagen (od 25 listopada 1990), Horst Langes, Gerd Ludwig Lemmer, Marlene Lenz, Rudolf Luster, Kurt Malangré, Winfried Menrad, Friedrich Merz, Doris Pack, Hans-Gert Pöttering, Godelieve Quisthoudt-Rowohl, Günter Rinsche, Diemut Theato, Karl von Wogau                                              | 25     |
| Niemcy          | CSU     | Jürgen Brand (od 16 listopada 1993), Ingo Friedrich, Maren Günther (od 31 sierpnia 1993), Otto von Habsburg, Gerd Müller, Edgar Schiedermeier (od 5 lipca 1993), Ursula Schleicher | 7      |
| Portugalia      | CDS     | Luís Filipe Pais Beirôco, José Vicente Carvalho Cardoso, Francisco Lucas Pires | 3      |
| Wielka Brytania | CP      | Christopher Beazley, Peter Beazley, Nicholas Bethell, Bryan Cassidy, Fred Catherwood, Margaret Daly, James Elles, Paul Howell, Richard Fletcher-Vane, Caroline Jackson, Christopher Jackson, Edward Kellett-Bowman, Anne McIntosh, Edward McMillan-Scott, James Moorhouse, Bill Newton Dunn, Charles Strachey, Ben Patterson, Henry Plumb, Derek Prag, Peter Price, Christopher Prout, Patricia Rawlings, James Scott-Hopkins, Madron Seligman, Richard Simmonds, Anthony Simpson, Tom Spencer, John Stevens, Jack Stewart-Clark, Amédée Turner, Michael Welsh                                               | 32     |
| Wielka Brytania | UUP     | Jim Nicholson | 1      |
| Włochy          | DC      | Rosy Bindi, Andrea Bonetti, Franco Borgo, Carlo Casini, Maria Luisa Cassanmagnago Cerretti, Mauro Chiabrando, Felice Contu, Maria Teresa Coppo Gavazzi (od 18 maja 1993), Aldo De Matteo (od 17 marca 1992), Antonio Fantini, Arnaldo Forlani, Mario Forte, Gerardo Gaibisso, Giulio Cesare Gallenzi, Francesco Guidolin, Antonio Iodice, Francesco Lamanna (od 7 września 1992), Calogero Lo Giudice, Agostino Mantovani (od 23 kwietnia 1991), Alberto Michelini, Giuseppe Mottola, Vito Napoli (od 29 kwietnia 1994), Eolo Parodi (od 27 września 1990), Ferruccio Pisoni, Nino Pisoni, Gabriele Sboarina | 26     |
| Włochy          | SVP     | Joachim Dalsass | 1      |
| Razem           | Razem   | Razem | 162    |

### LDR
| Państwo    | Lista   | Posłowie | Liczba |
| ---------- | ------- | --- | ------ |
| Belgia     | PVV     | Willy De Clercq, Karel De Gucht | 2      |
| Belgia     | PRL     | Anne André-Léonard (od 17 grudnia 1991), Jean Defraigne | 2      |
| Dania      | V       | Niels Anker Kofoed, Tove Nielsen | 2      |
| Francja    | UDF-RPR | Janine Cayet (od 18 czerwca 1993), Yves Galland, Charles de Gaulle (od 17 kwietnia 1993), Simone Martin, Jean-Thomas Nordmann, Jean-Pierre Raffarin, André Soulier (od 17 sierpnia 1992), Yves Verwaerde | 8      |
| Francja    | CDS     | Robert Delorozoy (od 31 marca 1993) | 1      |
| Hiszpania  | CDS     | Rafael Calvo Ortega, Raúl Morodo Leoncio, Eduard Punset, Guadalupe Ruiz-Giménez | 4      |
| Hiszpania  | CiU     | Carles-Alfred Gasòliba | 1      |
| Holandia   | VVD     | Gijs de Vries, Jessica Larive, Florus Wijsenbeek | 3      |
| Holandia   | D66     | Jan-Willem Bertens | 1      |
| Irlandia   | PD      | Pat Cox | 1      |
| Irlandia   | Niez.   | Thomas Joseph Maher | 1      |
| Luksemburg | DP      | Lydie Polfer (od 12 czerwca 1990) | 1      |
| Niemcy     | FDP     | Mechthild von Alemann, Martin Holzfuss, Manfred Vohrer, Rüdiger von Wechmar | 4      |
| Niemcy     | Grünen  | Karl Partsch | 1      |
| Portugalia | PSD     | Rui Amaral, António Capucho, Carlos Coelho (od 11 stycznia 1994), Vasco Garcia, António Marques Mendes, José Mendes Bota, Carlos Pimenta, Manuel Porto, Margarida Salema                                 | 9      |
| Włochy     | L-R-F   | Jas Gawronski, Elda Pucci (od 24 marca 1992), Bruno Visentini | 3      |
| Włochy     | Asd     | Marco Taradash | 1      |
| Razem      | Razem   | Razem | 45     |

### G
| Państwo   | Lista  | Posłowie | Liczba |
| --------- | ------ | --- | ------ |
| Belgia    | Ecolo  | Brigitte Ernst de la Graete, Paul Lannoye | 2      |
| Belgia    | Agalev | Paul Staes | 1      |
| Dania     | F      | John Iversen | 1      |
| Francja   | Verts  | Aline Archimbaud (od 6 lipca 1992), Bruno Boissière (od 11 grudnia 1991), Marguerite-Marie Dinguirard (od 11 grudnia 1991), Yves Frémion (od 20 grudnia 1991), Marie-Anne Isler-Béguin (od 11 grudnia 1991), Gérard Onesta (od 5 grudnia 1991), Jean-Pierre Raffin (od 11 grudnia 1991), Djida Tazdaït | 8      |
| Hiszpania | IdlP   | Juan María Bandrés Molet | 1      |
| Holandia  | Reg.   | Nel van Dijk, Herman Verbeek | 2      |
| Niemcy    | Grünen | Hiltrud Breyer, Birgit Cramon Daiber, Friedrich-Wilhelm Graefe zu Baringdorf, Eva-Maria Quistorp, Claudia Roth, Wilfried Telkämper | 6      |
| Włochy    | VE     | Gianfranco Amendola, Enrico Falqui, Alexander Langer | 3      |
| Włochy    | VA     | Maria Adelaide Aglietta, Virginio Bettini (od 26 października 1989) | 2      |
| Włochy    | DP     | Eugenio Melandri | 1      |
| Razem     | Razem  | Razem | 27     |

### EDA
| Państwo   | Lista   | Posłowie | Liczba |
| --------- | ------- | --- | ------ |
| Francja   | UDF-RPR | Raymond Chesa (od 16 kwietnia 1993), Guy Guermeur (od 31 marca 1993), François Guillaume, Jean-Paul Heider (od 10 czerwca 1993), Pierre Lataillade, Louis Lauga (od 4 listopada 1989), Christian de La Malène, François Musso (od 16 października 1989), Jean-Claude Pasty, Alain Pompidou, Dick Ukeiwé | 11     |
| Grecja    | DIANA   | Dimitrios Nianias | 1      |
| Hiszpania | ARM     | Carlos Perreau De Pinninck, José María Ruiz-Mateos | 2      |
| Irlandia  | FF      | Niall Andrews, Gene Fitzgerald, Jim Fitzsimons, Mark Killilea, Patrick Lalor, Paddy Lane | 6      |
| Razem     | Razem   | Razem | 20     |

### RBW
| Państwo         | Lista  | Posłowie                                                        | Liczba |
| --------------- | ------ | --------------------------------------------------------------- | ------ |
| Belgia          | VU     | Jaak Vandemeulebroucke                                          | 1      |
| Dania           | N      | Birgit Bjørnvig, Jens-Peter Bonde, Ib Christensen, Ulla Sandbæk | 4      |
| Francja         | Verts  | Max Simeoni                                                     | 1      |
| Hiszpania       | CN     | José Domingo Posada (od 5 września 1993)                        | 1      |
| Hiszpania       | PA     | Diego de los Santos (od 30 lipca 1990)                          | 1      |
| Hiszpania       | EdlP   | Heribert Barrera (od 21 marca 1991)                             | 1      |
| Irlandia        | IFF    | Neil Blaney                                                     | 1      |
| Niemcy          | Grünen | Dorothee Piermont                                               | 1      |
| Portugalia      | PS     | Pedro Canavarro                                                 | 1      |
| Wielka Brytania | SNP    | Winnie Ewing                                                    | 1      |
| Włochy          | Fed.   | Mario Melis                                                     | 1      |
| Razem           | Razem  | Razem                                                           | 21     |

### LU
| Państwo    | Lista | Posłowie | Liczba |
| ---------- | ----- | --- | ------ |
| Francja    | PCF   | Sylviane Ainardi, Philippe Herzog, Sylvie Mayer, René Piquet, Jean Querbes (od 12 lutego 1994), Mireille Domenech-Diana, Francis Wurtz | 7      |
| Grecja     | SYN   | Alekos Alawanos, Dimitrios Desilas, Wasilis Efremidis                                                                                  | 3      |
| Portugalia | CDU   | José Barata-Moura (od 27 października 1993), Joaquim Miranda, Sérgio Ribeiro (od 22 października 1990)                                 | 3      |
| Razem      | Razem | Razem | 13     |

### DR
| Państwo | Lista | Posłowie | Liczba |
| ------- | ----- | --- | ------ |
| Belgia  | VB    | Karel Dillen | 1      |
| Francja | FN    | Bernard Antony, Yvan Blot, Bruno Gollnisch, Jean-Marie Le Chevallier, Martine Lehideux, Jean-Marie Le Pen, Jean-Claude Martinez (od 5 września 1989), Bruno Mégret, Jacques Tauran | 9      |
| Niemcy  | REP   | Hans-Günter Schodruch | 1      |
| Razem   | Razem | Razem | 11     |

### NI
| Państwo         | Lista   | Posłowie | Liczba |
| --------------- | ------- | --- | ------ |
| Dania           | A       | Ejner Hovgaard Christiansen                                                                                  | 1      |
| Dania           | V       | Klaus Riskær Pedersen                                                                                        | 1      |
| Francja         | UDF-RPR | Michel Pinton (od 16 kwietnia 1993)                                                                          | 1      |
| Francja         | PS      | Max Gallo | 1      |
| Francja         | FN      | Pierre Ceyrac                                                                                                | 1      |
| Grecja          | SYN     | Michalis Papajanakis                                                                                         | 1      |
| Hiszpania       | IU      | Teresa Domingo Segarra, Laura González Álvarez (od 12 stycznia 1993), Antoni Gutiérrez, Alonso Puerta        | 4      |
| Hiszpania       | HB      | Karmelo Landa (od 6 września 1990)                                                                           | 1      |
| Holandia        | SGP     | Leen van der Waal                                                                                            | 1      |
| Irlandia        | WP      | Des Geraghty (od 18 lutego 1992)                                                                             | 1      |
| Niemcy          | REP     | Johanna Grund, Klaus-Peter Köhler, Harald Neubauer, Emil Schlee, Franz Schönhuber                            | 5      |
| Wielka Brytania | DUP     | Ian Paisley                                                                                                  | 1      |
| Włochy          | MSI     | Antonio Mazzone (od 26 października 1989), Pietro Mitolo (od 25 maja 1992), Cristiana Muscardini, Pino Rauti | 4      |
| Włochy          | PCI     | Luciana Castellina, Dacia Valent                                                                             | 2      |
| Włochy          | LL      | Gipo Farassino (od 19 maja 1994), Luigi Moretti                                                              | 2      |
| Włochy          | L-R-F   | Marco Pannella                                                                                               | 1      |
| Razem           | Razem   | Razem | 28     |

## Byli deputowani III kadencji
Belgia
| - François-Xavier de Donnea (PRL), do 12 grudnia 1991 - Elio Di Rupo (PS), do 16 grudnia 1991 | - Karel Pinxten (CVP), do 16 grudnia 1991 |

Dania
- Erhard Jakobsen (CD), do 28 lutego 1994

Francja
| - Claude Allègre (PS), do 25 listopada 1989 - Michèle Alliot-Marie (UDF-RPR), do 30 marca 1993 - Didier Anger (Verts), do 10 grudnia 1991 - Marie-Christine Aulas (Verts), do 10 grudnia 1991 - Claude Autant-Lara (FN), do 4 września 1989 - Charles Baur (UDF-RPR), do 15 kwietnia 1993 - Michèle Barzach (UDF-RPR), do 3 listopada 1989 - Yvon Briant (UDF-RPR), do 13 sierpnia 1992, zgon - Jean-Louis Borloo (CDS), do 4 września 1992 - Yves Cochet (Verts), do 31 maja 1991 - Renée Conan (Verts), od 11 grudnia 1991 do 2 lipca 1992, zgon - Philippe Douste-Blazy (CDS), do 30 marca 1993 - Laurent Fabius (PS), do 2 kwietnia 1992 - Solange Fernex (Verts), do 12 listopada 1991 - Valéry Giscard d’Estaing (UDF-RPR), do 9 czerwca 1993 | - Maxime Gremetz (PCF), do 11 lutego 1994 - Claire Joanny (Verts), do 10 grudnia 1991 - Alain Juppé (UDF-RPR), do 15 października 1989 - Alain Lamassoure (UDF-RPR), do 30 marca 1993 - Alain Madelin (UDF-RPR), do 3 listopada 1989 - Claude Malhuret (UDF-RPR), do 16 kwietnia 1993 - Alain Marleix (UDF-RPR), do 17 czerwca 1993 - Gérard Monnier-Besombes (Verts), do 4 grudnia 1991 - Aymeri de Montesquiou (UDF-RPR), od 4 listopada 1989 do 16 kwietnia 1993 - Simone Veil (CDS), do 30 marca 1993 - Jacques Vernier (UDF-RPR), do 17 kwietnia 1993 - Dominique Voynet (Verts), od 13 listopada 1991 do 10 grudnia 1991 - Antoine Waechter (Verts), do 19 grudnia 1991 - Adrien Zeller (CDS), do 5 kwietnia 1992 |

Grecja
| - Eftimios Christodulu (ND), do 11 kwietnia 1990 - Marieta Janaku (ND), do 11 kwietnia 1990 | - Dionisis Liwanos (PASOK), 22 listopada 1993 - Jeorjos Romeos (PASOK), do 13 października 1993 |

Hiszpania
| - José Ramón Caso (CDS), do 16 listopada 1989 - Pío Cabanillas (PP), do 10 października 1991, zgon - Arturo Escuder (PP), do 8 października 1992, zgon - Jon Gangoiti (CN), do 7 lipca 1992 - Carlos Garaikoetxea (EdlP), do 14 marca 1991 - Txema Montero (HB), do 1 września 1990 - Francisco Oliva García (PSOE), do 28 lipca 1990 | - Marcelino Oreja Aguirre (PP), do 28 czerwca 1993 - Leopoldo Ortiz Climent (PP), do 29 czerwca 1993 - Pedro Pacheco (PA), do 18 lipca 1990 - Fernando Pérez Royo (IU), do 29 grudnia 1992 - Luis Planas (PSOE), do 28 grudnia 1993 - Isidoro Sánchez (CN), do 8 lipca 1992 do 14 lipca 1993 |

Holandia
| - Hanja Maij-Weggen (CDA), do 7 listopada 1989 - Hedy d’Ancona (PvdA), do 7 listopada 1989 | - Piet Dankert (PvdA), do 7 listopada 1989 |

Irlandia
| - Barry Desmond (Lab.), do 10 lutego 1994 | - Proinsias De Rossa (WP), do 7 lutego 1992 |

Luksemburg
| - Robert Krieps (LSAP), do 1 sierpnia 1990, zgon | - Colette Flesch (DP), do 5 czerwca 1990 |

Niemcy
| - Reinhold Bocklet (CSU), do 24 czerwca 1993 - Günther Müller (CSU), od 4 grudnia 1992 do 6 listopada 1993 - Werner Münch (CDU), do 19 listopada 1990 - Hartmut Perschau (CDU), do 10 lipca 1991 - Fritz Pirkl (CSU), do 19 sierpnia 1993, zgon | - Bernhard Sälzer (CDU), do 18 grudnia 1993, zgon - Franz Ludwig Schenk von Stauffenberg (CSU), do 30 listopada 1992 - Gerd Walter (SPD), do 7 maja 1992 - Beate Weber (SPD), do 14 grudnia 1990 - Axel Zarges (CDU), do 29 grudnia 1989, zgon |

Portugalia
| - José Barros Moura (CDU), do 18 grudnia 1991 - Rogério Brito (CDU), od 19 grudnia 1991 do 26 października 1993 - Carlos Carvalhas (CDU), do 21 października 1990 | - Fernando Gomes (PS), do 24 stycznia 1993 - Virgílio Pereira (PSD), do 10 stycznia 1994 |

Włochy
| - Gaetano Cingari (PCI), od 15 czerwca 1992 do 9 maja 1994, zgon - Emilio Colombo (DC), do 1 sierpnia 1992 - Francesco Corleone (VA), od 27 lipca 1989 do 25 października 1989 - Bettino Craxi (PSI), do 30 kwietnia 1992 - Lorenzo De Vitto (DC), do 27 kwietnia 1994, zgon - Giuliano Ferrara (PSI), do 11 maja 1994 - Gianfranco Fini (MSI), do 11 maja 1992 - Roberto Formigoni (DC), do 6 maja 1993 | - Giovanni Goria (DC), do 13 kwietnia 1991 - Giorgio La Malfa (L-R-F), do 13 marca 1992 - Salvatore Lima (DC), do 12 marca 1992, zgon - Giorgio Napolitano (PCI), do 10 czerwca 1992 - Edoardo Ronchi (VA), do 26 lipca 1989 - Mario Giovanni Guerriero Ruffini (DC), do 15 września 1990, zgon - Francesco Speroni (LL), do 11 maja 1994 - Giuseppe Tatarella (MSI), do 18 października 1994 |